# Krivaja Vojnićka
Krivaja Vojnićka – wieś w Chorwacji, w żupanii karlowackiej, w gminie Vojnić. W 2011 roku liczyła 21 mieszkańców.